# Rally de Cantabria de 2008
El Rally de Cantabria de 2008, oficialmente 30.º Rallye Cantabria Infinita, fue la trigésima edición y la tercera ronda de la temporada 2008 del Campeonato de España de Rally. Fue también puntuable para la Beca RMC, la Challenge Clio R3, el Desafío Peugeot, la Copa Mitsubishi Evo, la Nissan 35oZ y la Copa Suzuki Swift. Se celebró del 16 al 17 de mayo y contó con un itinerario de nueve tramos que sumaban un total de 160 km cronometrados.

## Itinerario
| Día   | Tramo | Nombre                    | Distancia | Ganador              | Líder                |
| ----- | ----- | ------------------------- | --------- | -------------------- | -------------------- |
| Día 1 | TC1   | San Pedro del Romeral 1   | 20.25 km  | Enrique García Ojeda | Enrique García Ojeda |
| Día 1 | TC2   | San Roque-Lloreda 1       | 25.00 km  | Enrique García Ojeda | Enrique García Ojeda |
| Día 1 | TC3   | Las Presillas-Torrelavega | 3.98 km   | Enrique García Ojeda | Enrique García Ojeda |
| Día 1 | TC4   | San Pedro del Romeral 2   | 20.25 km  | Enrique García Ojeda | Enrique García Ojeda |
| Día 1 | TC5   | San Roque-Lloreda 2       | 25.00 km  | Cancelado            | Enrique García Ojeda |
| Día 1 | TC6   | Villanueva-Llueva 1       | 17.13 km  | Enrique García Ojeda | Enrique García Ojeda |
| Día 1 | TC7   | Beranga-Las Pilas 1       | 16.12 km  | Enrique García Ojeda | Enrique García Ojeda |
| Día 1 | TC8   | Villanueva-Llueva 2       | 17.13 km  | Sergio Vallejo       | Enrique García Ojeda |
| Día 1 | TC9   | Beranga-Las Pilas 2       | 16.12 km  | Luis Monzón          | Enrique García Ojeda |

## Clasificación final
| Pos. | Piloto               | Copiloto            | Automóvil                      | Tiempo    | Diferencia |
| ---- | -------------------- | ------------------- | ------------------------------ | --------- | ---------- |
| 1.   | Enrique García Ojeda | Jordi Barrabés      | Peugeot 207 S2000              | 1:21:35.6 | 0.0        |
| 2.   | Miguel Ángel Fuster  | José Vicente Medina | Fiat Abarth Grande Punto S2000 | 1:23:47.1 | +2:11.5    |
| 3.   | Sergio Vallejo       | Diego Vallejo       | Porsche 997 GT3 RS 3.6         | 1:24:22.8 | +2:47.2    |
| 4.   | Alberto Hevia        | Alberto Iglesias    | Mitsubishi Lancer Evo IX       | 1:24:47.2 | +3:11.6    |
| 5.   | Pedro Burgo          | Marcos Burgo        | Mitsubishi Lancer Evo IX       | 1:25:56.1 | +4:20.5    |
| 6.   | Luis Monzón          | José Carlos Déniz   | Peugeot 207 S2000              | 1:26:37.0 | +5:01.4    |
| 7.   | Armide Martín        | Carlos del Barrio   | Ferrari 360 Rally              | 1:26:40.4 | +5:04.8    |
| 8.   | David Hernando       | Antonio Fernández   | Mitsubishi Lancer Evo IX       | 1:26:40.5 | +5:04.9    |
| 9.   | Daniel Peña          | Ángel Campo         | Citroën C2 R2 Max              | 1:28:17.2 | +6:41.6    |
| 10.  | Marcos B. Diego      | Vicente Diego       | Peugeot 206 RC                 | 1:28:42.2 | +7:06.6    |